# Jürgen Frohriep
Jürgen Frohriep, né le 28 avril 1928 à Rostock (Allemagne) et mort le 13 juillet 1993 à Berlin (Allemagne), est un acteur allemand.

## Biographie

### Vie privée
Jürgen Frohriep a été marié successivement avec les actrices Kati Székely (de) et Ingeborg Schumacher (de).

## Filmographie partielle

### Au cinéma
- 1959 : Étoiles (Sterne) : Walter
- 1959 : Weißes Blut : Manfred von der Lohe
- 1960 : Spotkania w mroku
- 1961 : Die Liebe und der Co-Pilot : Hans Rochlitz
- 1961 : Küßchen und der General : Leutnant
- 1962 : Pevnost na Rýne
- 1962 : Entdeckung des Julian Böll
- 1962 : Lyudi i zveri : Gefreiter
- 1962 : Der Kinnhaken : Bubi
- 1964 : Das Lied vom Trompeter : Walter Ebersdorf
- 1965 : Berlin um die Ecke : Karins Mann
- 1965 : Oni ne proydut : Hans Müller
- 1967 : Chingachgook, die grosse Schlange : Harry Hurry
- 1967 : Brot und Rosen : Siegfried Schlentz
- 1968 : Shchit i mech
- 1969 : Zeit zu leben : Mangold
- 1970 : Weil ich dich liebe : Harald Lose
- 1970 : Szemtöl szembe : Német tiszt
- 1971 : Du und ich und Klein-Paris : Erwin
- 1971 : Klíc (en) : Nemecký chirurg
- 1971 : Liebeserklärung an G.T. : Werner Tonius
- 1971 : Anflug Alpha I
- 1971 : Osceola : Lieutenant
- 1972 : Svatba bez prstýnku : Nemecký dustojník
- 1973 : Die Legende von Paul und Paula : Martin
- 1973 : Unterm Birnbaum : Gendarm Geelhaar
- 1974 : Osud jménem Kamila : Hans Richter
- 1975 : Front bez flangov
- 1976 : Beethoven - Tage aus einem Leben : Journalist Josef
- 1989 : Evropa tancila valcik
- 1993 : Obcy musi fruwac

### À la télévision
- 1972-2011 : Polizeiruf 110 (série télévisée, 66 épisodes) : Oberleutnant Hübner
- 1983 : Martin Luther (téléfilm)